# Peromyscus slevini
Peromyscus slevini es una especie de roedor de la familia Cricetidae.

## Distribución geográfica
Se encuentra sólo en la isla Santa Catalina (México). 